# Annobón
Annobón of Pagalú (ook Anobon of Pigalu) is een eiland en provincie van het Afrikaanse land Equatoriaal-Guinea. De provincie is 17 km² groot en er woonden in 2015 5232 mensen op het eilandje. Het is 8 km lang en 3 km breed. Bestuurlijk vormt het eiland 1 gemeente (Spaans: municipio): San Antonio de Palé.

## Geschiedenis
De Portugees João de Santarém ontdekte het eiland op 1 januari 1473. Het eiland is in handen geweest van verschillende Europese machten, waaronder Portugal, Spanje en Nederland.
Het eilandje werd door de Nederlanders veroverd vlak nadat Cornelis Jol de Angolese stad Luanda veroverde op de Portugezen. De WIC, die de macht op het eiland kreeg, gebruikte het als verversingsstation vanwege de verswaterplaats en de vele vruchten die op het eiland groeiden. Zij bestuurden het vanuit de Slavenkust. De Spanjaarden kregen het eiland in 1778 in handen en voegden het bij hun kolonie Spaans Equatoriaal Guinea. Het werd samen met de rest van het land onafhankelijk in 1968.

## Taal
Alhoewel Spaans de officiële taal is, wordt er op Annobón veelal het Fa D'ambu (ook: Annabonees), een Portugese creolentaal, gesproken. De taal, die in totaal door zo'n 9.000 mensen wordt gesproken, wordt daarnaast ook in verschillende wijken van Malabo gebruikt. De taal bestaat naast het Portugees, voor 10% uit Spaanse woorden en voor 82% uit woorden uit het Forro, een andere Portugese creooltaal die voornamelijk in Sao Tomé en Principe gesproken wordt.

## Ligging en klimaat
Annobón ligt 200 kilometer ten zuiden van het eiland Sao Tomé en 350 kilometer ten westen van Gabon op het Afrikaanse vasteland. Op het eiland heerst een tropisch regenklimaat en het is er erg bergachtig door de vulkanische oorsprong van het eiland als onderdeel van de vulkanische lijn van Kameroen. Er zijn drie vulkanen: Pico del Fuego en Des Pico Surcado zijn 630 meter hoog. In de krater van Pico Surcado bevindt zich een meertje, Lago a Pot.

## Flora en fauna
Vanwege de afgelegen ligging kent Annobón een aantal endemische dier- en plantensoorten, ook worden een aantal soorten gedeeld met nabijgelegen eilanden als Sao Tomé. De Annobonbrilvogel (Zosterops griseovirescens) en de Annobonparadijsmonarch (Terpsiphone smithii) zijn twee vogels die alleen op Annobón voorkomen.

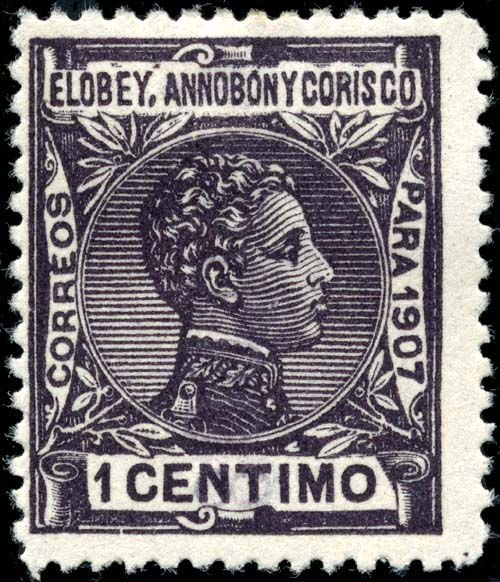
Een postzegel van Corisco en Annobón uit 1907
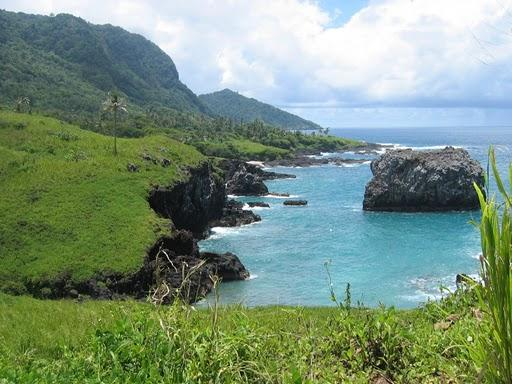
Annobón
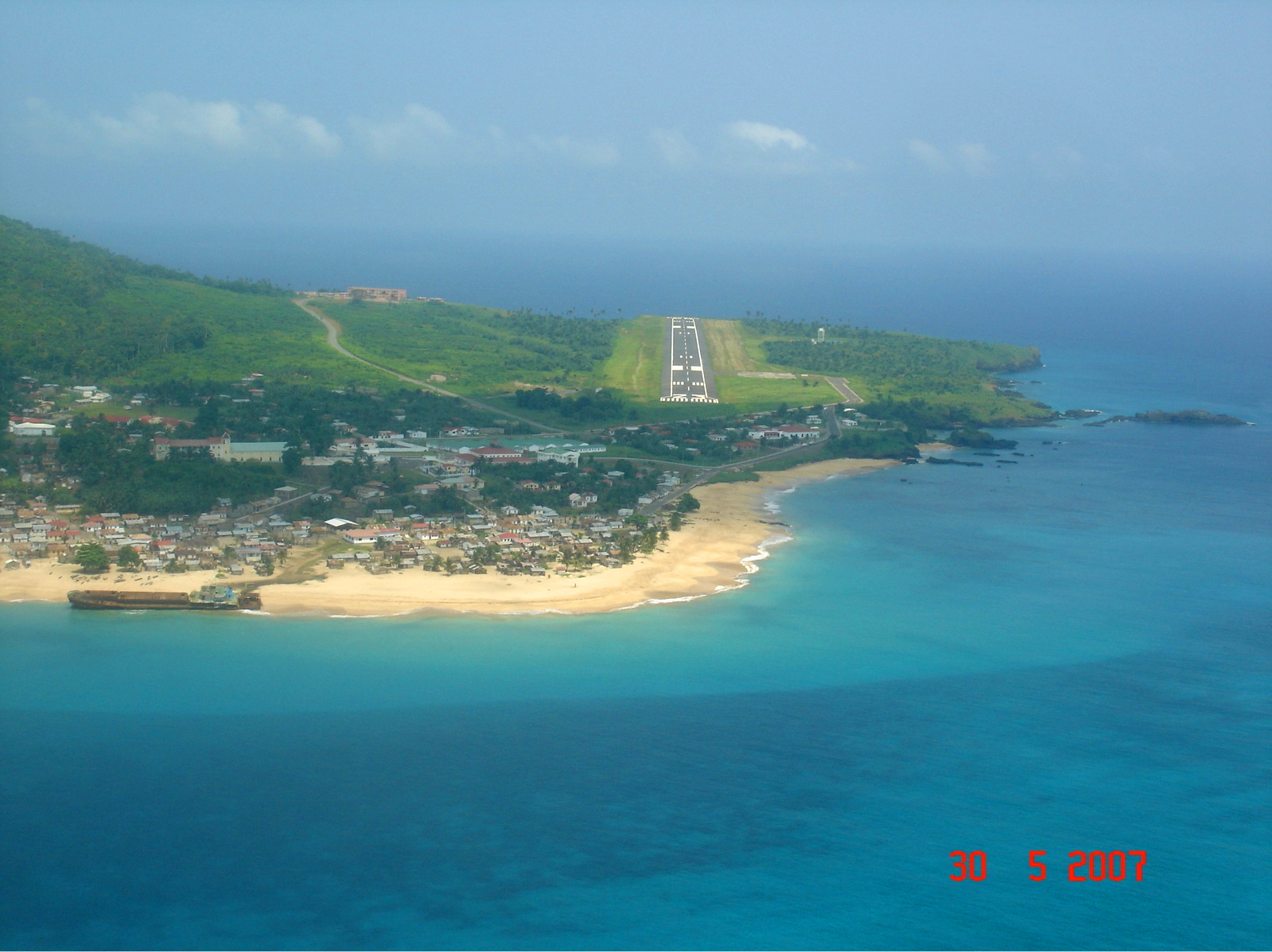
Hoofdstad San Antonio de Palé inclusief vliegveld

Annobón · Bioko Norte · Bioko Sur · Centro Sur · Kié-Ntem · Litoral · Wele-Nzas